# 圣安德烈斯萨洛
桑坦德雷乌萨洛，是西班牙加泰罗尼亚赫罗纳省的一个市镇。总面积6平方公里，总人口137人（2001年），人口密度23人/平方公里。